# Condado de Grey (Austrália Ocidental)

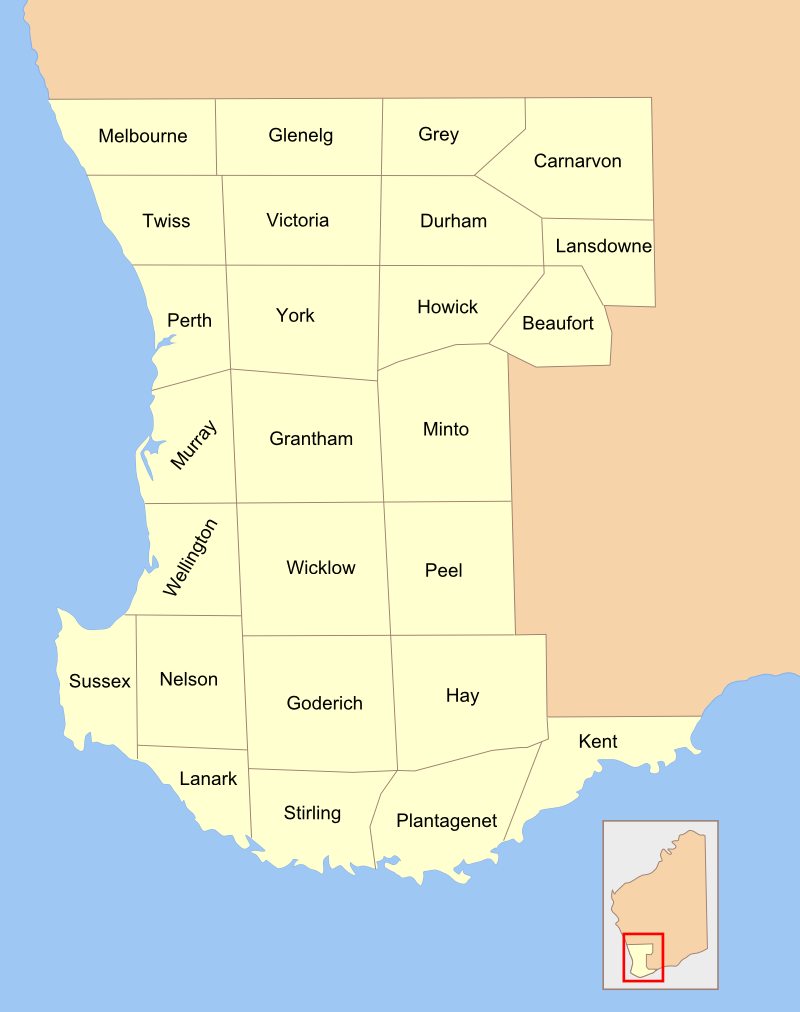
26 condados da Austrália Ocidental

Condado de Grey foi um dos 26 condados da Austrália Ocidental que foram designados em 1829 como divisões cadastrales. Foi nomeado após Charles Gray, 2o Earl Gray, uma poderosa oposição Whig MP, que se tornaria Primeiro Ministro do Reino Unido da Grã-Bretanha e Irlanda from 1830-1834. Corresponde aproximadamente à parte sul do Ninghan (distrito de terra) que constitui a base para títulos de terras na área.